# Colloïdaal zilver
Colloïdaal zilver (CZ), ook wel zilverwater genoemd, is een colloïde van zilverdeeltjes in water. Het heeft enige antimicrobiële eigenschappen buiten het lichaam en wordt soms als voedingsupplement gebruikt. Bovendien wordt zilver toegepast in koelkasten, om schimmel tegen te gaan.
Van colloïdaal zilver is bekend dat het in vitro diverse micro-organismen doodt en dat het drinkwater zuivert. Het gebruik ervan als medicijn, in vivo, is controversieel.

## Medicijn
Colloïdaal zilver werd lange tijd (met als bijnaam helend water) aanbevolen als doder van ziekteverwekkers en remmer van ontstekingen. Vóór de ontdekking van penicilline werd het volop als antibioticum voorgeschreven tegen infecties, zoals syfilis. Voor 1938 was colloïdaal zilver dan ook aangemeld als geneesmiddel in de Verenigde Staten. Sinds 1975 heeft het geen status van geneesmiddel meer. In de huidige geneeskunde wordt colloïdaal zilver niet inwendig gebruikt.
Colloïdaal zilver was voor 1997 in Europa op de markt als voedingssupplement, maar sinds het van kracht worden van de EU-Voedingssupplementenrichtlijn is colloïdaal zilver in de EU-lidstaten niet meer toegestaan als voedingssupplement, aangezien zilver niet genoemd staat als toegestaan mineraal in de bijlage bij deze richtlijn. Het mag alleen nog als bacteriedodend middel voor uitwendig gebruik op de markt gebracht worden. In Duitsland wordt het verkocht als plantenbeschermingsmiddel. In Australië, de Verenigde Staten en Canada is geen sprake van een verbod, maar de verkoop ervan wordt getolereerd zolang er geen gezondheidsclaims worden gemaakt.
Zilver kan niet gepatenteerd worden.

## Productie
Colloïdaal zilver wordt met een plasma-vonkmethode geproduceerd, waarmee een zuiver colloïde ontstaat.  Door de constante elektrische vonk tussen twee in gedestilleerd water ondergedompelde zilveren elektroden worden zeer kleine (nano) zilverdeeltjes gegenereerd. Deze zilverdeeltjes hebben een gelijke elektromagnetische lading. Ze stoten elkaar daardoor af en zweven in het water. De gele kleur van het colloïde wordt veroorzaakt door de oppervlakte-plasmonresonantie.
Door elektrolyse ofwel zwakstroom geproduceerd zilverwater bevat zilverionen in plaats van colloïdale zilverdeeltjes en is daarmee geen colloïde. Het wordt desondanks als colloïdaal zilver op de markt gebracht. Dit zilverwater is helder en heeft geen kleur.

## Gevaren

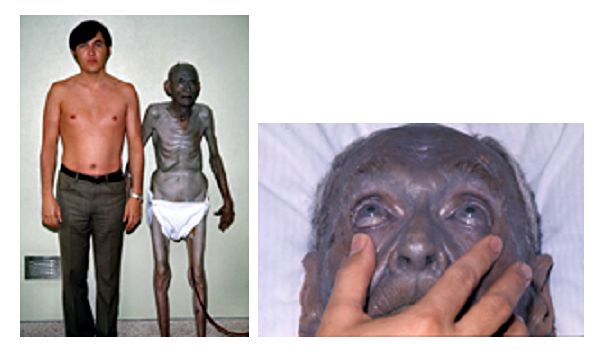
Een te grote inname van zilver kan argyrie, een blauwgrijze verkleuring van de huid, veroorzaken

Er zijn enkele gevallen bekend van mensen die een onomkeerbare grijsblauwe verkleuring van de huid (argyrie) kregen na het gebruik van zilverpreparaten. In die gevallen ging dat om extreem overmatig gebruik en het innemen van zilveroplossingen die niet volgens de juiste methode waren geproduceerd. De waarschijnlijke oorzaken van argyrie zijn: te grote zilverdeeltjes; zilver van onzuivere kwaliteit en/of aanwezigheid van zilvernitraat.